# Joseph Aloysius Burke
Joseph Aloysius Burke (* 27. August 1886 in Buffalo, New York, USA; † 16. Oktober 1962 in Rom) war ein US-amerikanischer Geistlicher und Bischof von Buffalo.

## Leben
Joseph Aloysius Burke besuchte die Canisius High School und das Canisius College in Buffalo. Burke studierte Katholische Theologie und Philosophie an der Universität Innsbruck. Er empfing am 3. August 1912 durch den Bischof von Buffalo, Charles Henry Colton, das Sakrament der Priesterweihe.
Am 17. April 1943 ernannte ihn Papst Pius XII. zum Titularbischof von Vita und bestellte ihn zum Weihbischof in Buffalo. Der Apostolische Delegat in den Vereinigten Staaten, Erzbischof Amleto Giovanni Cicognani, spendete ihm am 29. Juni desselben Jahres die Bischofsweihe; Mitkonsekratoren waren der Erzbischof von Newark, Thomas Joseph Walsh, und der Bischof von Albany, Edmund Francis Gibbons. Am 7. Februar 1952 ernannte ihn Papst Pius XII. zum Bischof von Buffalo.